# T Hydri
T Hydri är en pulserande variabel av RR Lyrae-typ (RRAB) i stjärnbilden Lilla vattenormen. 
T Hydri varierar mellan visuell magnitud +12,981 och 13,938 med en period av 0,5687552 dygn eller 13,65012 timmar. RR Lyrae-stjärnornas period varierar mellan 0,2 och 1,2 dygn med ett medianvärde på 0,5 dygn. T Hydri ligger sålunda strax över medianvärdet.